# System rzeczny
System rzeczny – rzeka główna wraz ze wszystkimi dopływami. Dorzeczem nazywamy obszar, z którego wody spływają do jednej rzeki. Granica pomiędzy dorzeczami to dział wodny. Rzeka główna uchodzi do morza lub oceanu. Wyróżniamy dwa rodzaje ujść rzecznych: deltowate i lejkowate.